# (8138) 1980 FF12
(8138) 1980 FF12 (1980 FF12, 1984 SJ6, A919 EA) — астероїд головного поясу.
Тіссеранів параметр щодо Юпітера — 3.681.